# Красный Узбекистан (колхоз)
Кра́сный Узбекиста́н, также известен как Кзы́л Узбекиста́н (узб. Қизил Ўзбекистон) — крупный передовой образцовый колхоз в Орджоникидзевском районе (ныне Кибрайский район) Ташкентской области Узбекской ССР, существовавший в эпоху СССР. Нет точных данных о дате создания данного колхоза. Сведения и упоминания об этом колхозе в советских СМИ начинаются с 1950-х годов. Многие руководители и официальные лица иностранных государств, посетившие Узбекскую ССР в ходе своих визитов в СССР, посещали этот колхоз.
В сентябре 1956 года, в ходе своего визита в Узбекскую ССР, колхоз «Красный Узбекистан» посетил тогдашний президент Индонезии — Сукарно.
В мае 1958 года, в первые годы своего правления, тогдашний руководитель ОАР — Гамаль Абдель Насер в ходе своего визита в СССР, посетил Узбекскую ССР, побывав в частности на образцовом колхозе «Красный Узбекистан», где ознакомился с развитым сельским хозяйством республики, а также осмотрел виноградники. Во время пребывания на этом колхозе, председатель колхоза подарил руководителю Египта лошадь. По воспоминаниям очевидцев этого визита, на колхозе был организован большой обед с участием Гамаля Абдель Насера, руководства Узбекской ССР, представителей центрального правительства СССР, а также других приглашённых гостей. По воспоминаниям Вадима Кирпиченко: «Запомнился обед в колхозе «Кзыл Узбекистан». Гости и руководство республики сидели на возвышении, на специально сооруженном помосте, а кругом на коврах и циновках размещались приглашенные, и казалось, эти ковры и циновки простирались до самого горизонта. Число участников этого обеда исчислялось не сотнями, а тысячами». ... «При посещении ташкентского текстильного комбината члены делегации ОАР сморщились: стоял неимоверный шум от грохота станков (создавалось впечатление, что несколько танковых бригад пошли на прорыв), по цехам летали клочья хлопка. Ничего нельзя было увидеть и расслышать. Один из членов делегации спросил у меня: — Ты был на текстильном комбинате в Аль-Махалла-аль-Кубре? Я ответил утвердительно. Зачем же нам показывать это старье? Действительно, на названном египетском текстильном комбинате, оборудованном новейшими американскими, английскими и французскими станками, не было ни такого адского шума, ни хлопковых облаков, и с вентиляцией дело обстояло намного лучше. Вообще состояние нашей технической оснащенности несказанно удивило египтян, а еще больше поразило их количество женщин, занятых на тяжелых дорожных работах. Так что с собой на родину делегация увезла смешанные чувства и впечатления».
В мае 1963 года колхоз «Красный Узбекистан» в ходе большого визита в Узбекскую ССР посетил тогдашний руководитель Кубы, один из главных участников Кубинской революции — Фидель Кастро. В честь приезда кубинского лидера, на колхозе также был устроен большой приём.
В июле 1968 года, колхоз в ходе своего визита в Узбекскую ССР посетил тогдашний президент Индии — Закир Хусейн.